# Hiiu Stadion
Hiiu Stadion (på estländska: Hiiu staadion) är en fotbollsarena belägen i Tallinn, Estland. Arenan ägs av Nõmmedistriktet och underhålls av Nõmmes sportcentrum. Arenan används mest till fotbollsmatcher och den lokala klubben Nõmme Kalju FC:s ungdomslag spelar på arenan.
Arenan totalrenoverades 2002 till en kostnad av 8 miljoner EKR. 2006 lade man en ny konstgräsmatta och reste en läktare med plats för 300 åskådare.